# Composición digital
La fotocomposición, composición digital, o fotomontaje digital es el conjunto de técnicas utilizadas en cine, televisión y en general en medios interactivos, que permite la creación de complejas imágenes digitales a partir de la organización y ordenación de varias fuentes (como pueden ser: vídeo, fotografía, imágenes estáticas o animadas en 2D y 3D, fondos pintados o texto). Se utiliza en procesos de postproducción de efectos visuales y efectos especiales, incrustado en los flujos de trabajo de los efectos digitales (siendo el último paso de un proceso que requiere de pasas anteriores para su correcta ejecución). Uno de los objetivos que persigue este proceso es la sensación de unidad de la imagen resultante.
Gerald Millerson define tres tipos de composición digital:
- Por diseño: es un tipo de composición digital que se genera desde cero y que ofrece libertad absoluta para componer la imagen, de forma que el compositor puede añadir y situar elementos en la escena como y donde quiera. Un ejemplo es el diseño de un entorno digital en tres dimensiones, en el que pueden ubicarse y colocarse elementos pudiendo elegir una perspectiva de cámara totalmente libre.
- Por disposición: se da cuando pueden colocarse los personajes u objetos ante la cámara de forma deliberada con la intención de conseguir un significado u otro (equilibrar el peso visual de una imagen separando dos objetos, superponer primer término y fondo para conseguir un efecto dramático, persuasivo, divertido...).
- Por selección: se da cuando la escena viene ya configurada y solo pueden darse opciones derivadas de la configuración de la cámara.

## Historia
Inicialmente estos efectos se construían mediante el uso de técnicas ópticas y de laboratorio, hecho que suponía elevados tiempos y costes de producción. La llegada del vídeo supuso la liberación de muchos de estos procesos de laboratorio, pues ya era posible realizarlos con una señal electrónica. Aun así, más tarde, la presencia del digital lo revolucionará todo, permitiendo la multigeneración sin pérdidas: mientras en el ámbito analógico cada copia suponía una pérdida de calidad, en el digital se mantienen los parámetros cualitativos del archivo original (hecho que incrementa las posibilidades creativas).
La generalización de las tecnologías digitales permite un incremento progresivo de las posibilidades de trabajo en este ámbito (incluso en producciones de bajo presupuesto), hecho que en cierto modo está inclinando el proceso de creación cinematográfica (por ejemplo) a favor de un mayor pes del proceso de postproducción frente al de producción. De hecho, y junto con un cambio relativamente reciente en los flujos de trabajo, este proceso ha llevado a la composición digital a convertirse en un elemento fundamental en la creación de gran parte de la producción cinematográfica.

## Gestión del color
La gestión del color (es decir, la conversión controlada entre las representaciones de color de varios dispositivos, como escáneres, pantallas de TV, filmadoras, prensas offset y medios similares) es un aspecto fundamental y determinando en el flujograma (proceso de trabajo) de composición digital, pues en este es básico el conocimiento sobre los espacios de color y sobre sus diferentes sistemas.

### Espacio de color y gamma de color

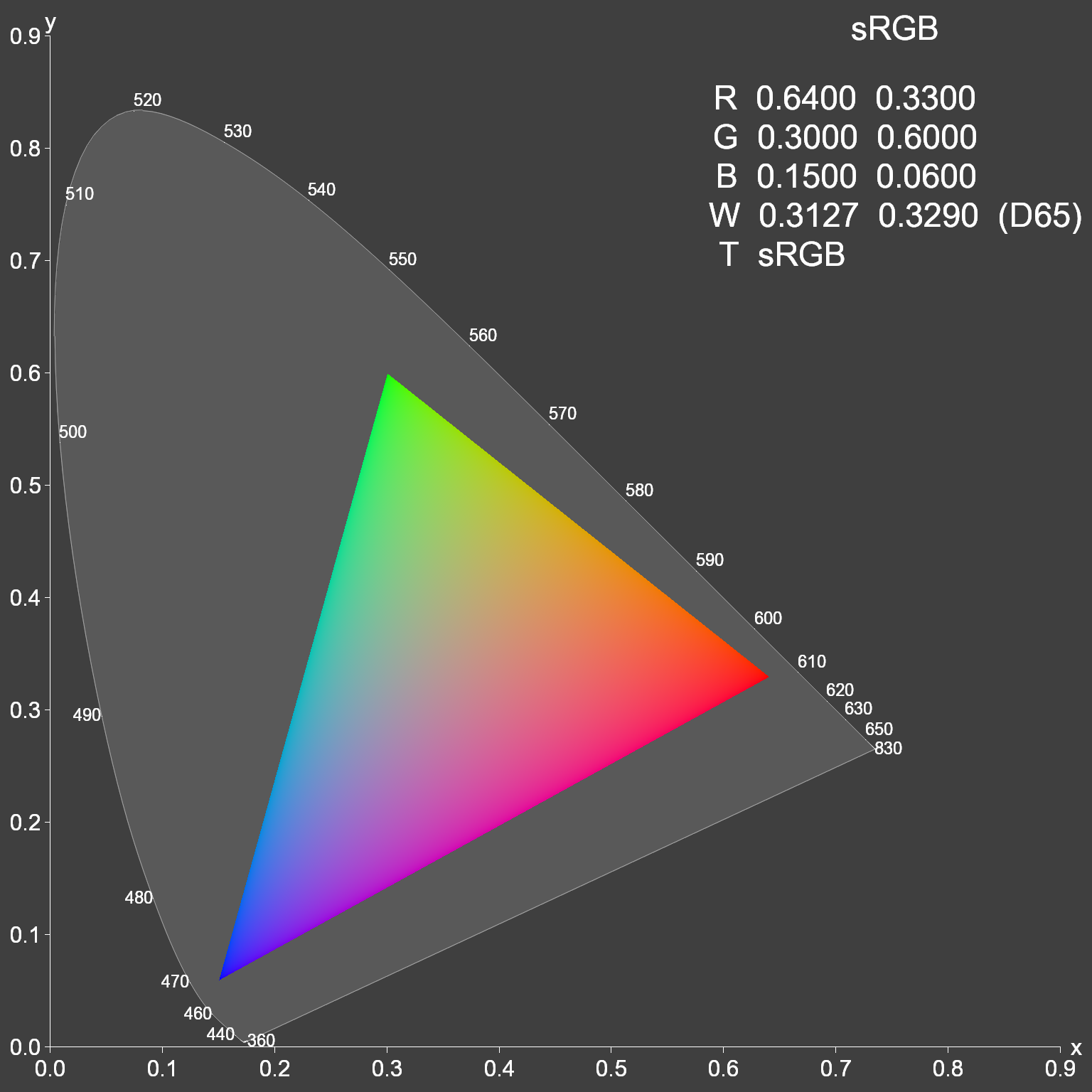
Gamma de color sRGB.

Siendo necesaria la sistematización en el trabajo en la representación de colores, cualquier sistema de representación de imágenes comprende un (o más) espacio de color específico (pudiéndose entender estos como la representación del color en un espacio en tres dimensiones), siendo el CIEXYZ el más conocido (mientras que otros ejemplos serían: RGB, YUV, YCbCr o CMYK). Estrechamente relacionado con este concepto se encuentra el gamut o gamma de color, es decir, la proporción del espacio de color que puede representarse en un dispositivo (cómo sería una cámara o un monitor) o proceso (cómo una señal de televisión), fruto de las limitaciones físicas de estos, que pueden impedir la representación del gamma entera del espacio de color. Son ejemplos de gamut (pertenecientes en diferentes espacios de color) sRGB, Adobo RGB o rec.709. Por lo tanto, a pesar de la simplificación del lenguaje que habitualmente se produce en el software audiovisual por motivos de utilidad, espacio de color y gamma de color no son el mismo.
El espacio de color en el que se trabaje (o que contienda el material utilizado) y la gamma de color de los dispositivos y hardware con que se hace trabajo (un monitor, una cámara...) son dos condicionantes fundamentales en el tratamiento del color del trabajo en cuestión.

### Rango dinámico
Artículo principal: Rango dinámico.

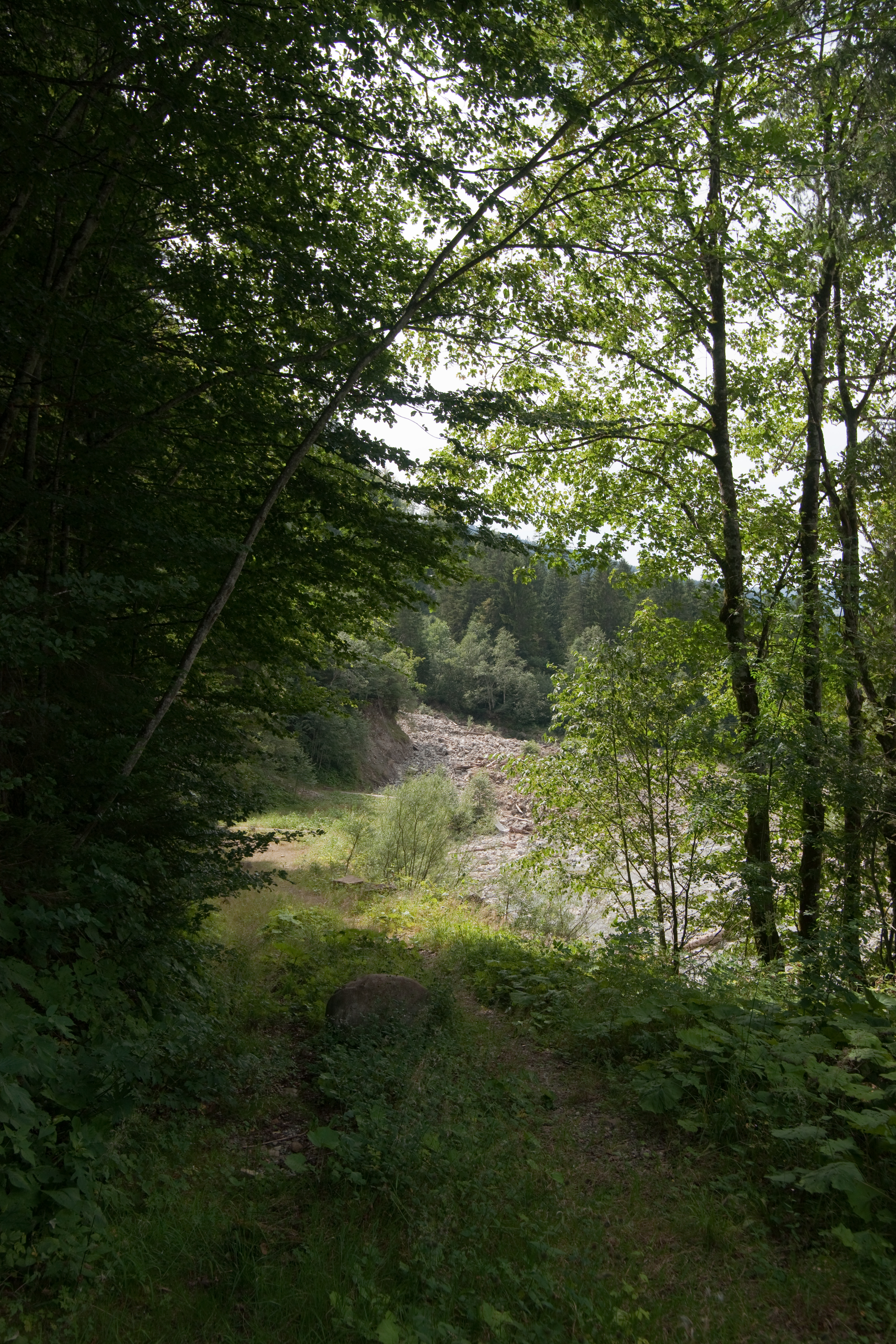
Escena con un alto rango dinámico.

Se entiende el concepto de rango dinámico como la máxima capacidad de captación (y representación) que tiene un dispositivo para exponer una escena con diferentes niveles de intensidad lumínica (hecho que en fotografía se mesura en stops: por ejemplo, una cámara con 12 stops de rango dinámico puede sobreexponer y subexponer 6 pasos sin dejar de captar información).
Frente al comportamiento lineal de la luz, el ojo humano (similarmente a cómo responden las películas fotoquímicas, a pesar de que estas lo hagan en un rango dinámico inferior) responde de forma logarítmica (es el que se denomina percepción logarítmica). Es decir, que la respuesta humana al fenómeno de la luz no es lineal sino curvada, y esta curva de respuesta es logarítmica, de forma que el hecho de aumentar, por ejemplo, un 100 % la luz física, no implica que el ojo humano  perciba el doble. Pero las cámaras de cine digitales responden a la luz de una forma lineal, o sea, en relación directa con la luz física del mundo real.
Por lo tanto, dependiendo del formato de los archivos, se trabajará con espacios de color lineales o logarítmicos. Estos son una serie de ejemplos de este fenómeno:
- Un archivo raw tiene un espacio de color lineal (pues su información proviene de un sensor digital con respuesta lineal a la luz del mundo real), a pesar de que se le puedan aplicar curvas logarítmicas.
- Un archivo codificado para ser transmitido en televisión tiene un espacio de color logarítmico, rec.709 (diseñado para explotar al máximo las posibilidades del espacio de color de la televisión).

### Gamma
El gamma se utiliza para intentar conseguir la mejor visualización de un fichero teniendo en cuenta, por un lado, los límites de la tecnología audiovisual (monitores, cámaras...) y, por la otra, la gran diversidad y cantidad de formatos digitales existentes. Los sensores digitales, al captar la luz de forma lineal, obtienen un espectro de luz  que ni monitores ni el ojo humano (por ejemplo) son capaces de transmitir ni captar, respectivamente. Así, el gamma se utiliza para comprimir estas imágenes lineales al espectro lumínico que puede percibir el ojo humano. El hecho que cada fabricante de cámaras disponga de una o varias curvas de gamma propicia un gran abanico de alternativas en este aspecto.
Steve Wright distingue entre tres tipos diferentes de gamma:
1. Gamma del monitor: es un valor siempre fijo, dado que la naturaleza del monitor no permite una curva de respuesta lineal. A pesar de que Wright estructurara sus ideas en torno a un monitor con gamma 2.5 (por monitores CRT), hoy en día las tecnologías permiten monitores LED, TFT o LCD que restan importancia a este valor. Aun así, el concepto de gamma sigue teniendo su importancia e influencia en la visualización a través de una pantalla.
2. Corrección de gamma: es el valor a través del cual se endereza la gamma del monitor. Así se puede visualizar de forma correcta la imagen a través de la pantalla.
3. Gamma resultante o residual: puede definirse como la diferencia entre el gamma del monitor y la corrección de gamma que se le aplica.

Otro aspecto a tener en cuenta es el espacio de color en que se inscribe, pues los programas de composición digital normalmente están configurados para visualizar imágenes lineales en monitores y pantallas no lineales, de forma que ciertas mezclas de elementos lineales y no lineales requieren una corrección de gamma inversa para una visualización correcta de la imagen.
Para que todas las imágenes procedentes de diferentes fuentes se integren y constituyan una sola y nueva imagen es necesaria, pues, una igualación del gamma (teniendo en cuenta todos los factores mencionados) de los diferentes materiales para que se complementen dentro de unas mismas perspectivas de color.

### TAC, TAbla de Consulta(también llamadoLUT de Lookup Table)
Artículo principal: Lookup table.
Las TAC o tablas de consulta servirán para modificar el aspecto final de un archivo de imagen o vídeo (modificándose los valores de crominancia y de luminosidad), en relación con sus valores originales (de forma que funcionará de manera diferente en diferentes características de imágenes) y a los de la tabla. Este aspecto, pues, puede resultar decisivo en composición digital (por ejemplo, para incorporar cierto aspecto a una escena determinada), hecho por el cual gran parte del software destinado a esta aplicación soporta las LUT. Se hace necesario juzgar la composición con los valores finales que podría tener un plano sobre el que se está trabajando, propósito por el cual puede servir la TAC ofreciendo una idea aproximada de las características de crominancia y luminancia que tendrá la producción al aplicarse a la corrección de color final.

## Formatos
Seleccionar los formatos y códec a utilizar (siempre que se trabaje en imágenes digitales) en el flujo de trabajo, en la fase de preproducción, es fundamental para evitar pérdidas de calidad. Un formato de vídeo tiene varios componentes, básicamente: el contenedor y la codificación. Los aspectos del formato que influirán en el trabajo de composición digital son la codificación, la profundidad de color, la resolución (también llamada tamaño del cuadro) y el submuestreo.

### Codificación
La codificación (el hecho de comprimir la información de una determinada manera, de forma que se reduce la capacidad necesaria de almacenamiento y que se disminuyen las tasas de transferencia para leer/escribir las imágenes) es un aspecto básico a tener en cuenta en composición digital, pues de ella dependerá un factor significativo del resultado final cómo es la calidad de la imagen. Determinada la capacidad de los recursos de que se disponen, la codificación será:
- Sin pérdidas, de forma que la compresión y descompresión del archivo no generan una disminución de las prestaciones de la imagen: la compresión y descompresión de la imagen tienen como resultado un archivo idéntico al original pudiéndose producir este proceso infinitas veces, pero con el inconveniente que las tasas de compresión son bastante bajas (pues solo se manipula, mediante operaciones matemáticas, la información de otro modo para conseguir reducir el peso del archivo mientras que se mantengan sus prestaciones al máximo).
- Con pérdidas, que reducirá la calidad de la imagen, eliminando la información que menos importante se considera para leer una imagen, pero que permitirá tasas de compresión más altas. La pérdida de calidad y de información variará según el còdec usado, de forma que este será determinante en el resultado final.

### Profundidad de color
Artículo principal: Profundidad de color.
La profundidad de color (o de bit) es el número de bits de información de que dispone un determinado formado en los tres canales de color (verde, rojo y azul). A mayor profundidad de color, por lo tanto, se puede representar una diversidad más amplia de colores. La profundidad de color de un formato de vídeo, pues, expresa la cantidad de información del archivo.
En composición digital este aspecto cobra importancia en procesos cómo:
- El uso del croma: los algoritmos usados en la generación de este efecto (para separar, pues, la imagen del fondo) dependen de las diferencias de colores, de forma que el resultado de la máscara será más preciso cuanto más información (mayor profundidad de color) tenga al alcance el algoritmo.

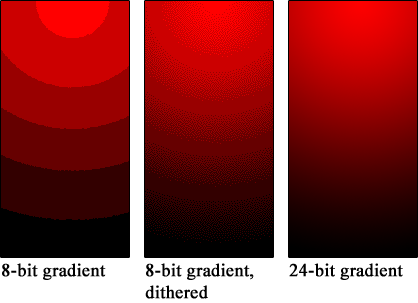
Efecto de bandas de color que puede aparecer con profundidades de color reducidas.

- La aparición de bandeados (es decir, una deformación del color digital) que se da al haber una transición de colores con una profundidad de color reducida. Este fenómeno sucede en los degradados, generando líneas en estos.

Las profundidades de color más habituales son:
- 8 bits: permite la reproducción de 256 colores por píxel, el que se traduce en unos 16,78 millones de colores posibles.
- 16 bits: permite la reproducción de 65,536 colores por píxel, o sea, unos 281 trillones de colores posibles.
- 32 bits: permite la reproducción de 4,29 trillones de colores por píxel, es decir 7,95×1028 colores posibles.

### Resolución
En este caso la importancia recae en la resolución de cada fotograma de un vídeo, es decir, en su número de píxeles en anchura y en altura. Todo y la gran diversidad de resoluciones que hay, existen una serie de resoluciones más o menos estandarizadas que se aplican en la industria en base al ámbito de exposición del producto audiovisual:
- SD ("Standard Definition"): con una resolución de 576x720, esta familia de formatos se constituyeron en un estándar en los primeros años de la televisión digital. En el sistema PAL de televisión (derivado del sistema NTSC originado en los Estados Unidos de América), con un relación de aspecto de píxeles de 1,09 para el 4:3 y uno de 1,46 para el 16:19 (siendo, pues, los píxeles rectangulares).
- NTSC: 720x408 píxeles con una relación de aspecto de píxeles de 0,91 para el 4:3 y de 1,21 para el 16:9.

- Se estandarizan y homogeneizan los formados raíz de la introducción del alta definición (llamada HD, que tiene una resolución de 1270x720 píxeles): a partir de ahora la relación de aspecto de píxeles será siempre 1.
- FHD, de la inglesa "hoja HD": 1920x1080 píxeles.
- Ultra HD: 3840x2160 píxeles.

En cuanto al cine, se destacan dos resoluciones como las más estandarizadas:
- 2k: 2048x1556 píxeles.
- 4k: 4096x3112 píxeles. Es el formato que se ha impuesto en las cámaras de cine digital, puesto que ofrece una buena calidad en cuanto a resolución sin que esto implique la necesidad de grandes capacidades de almacenamiento.

Todo y estas medidas estándares, un trabajo en composición digital puede comportar el tratamiento de vídeos con una medida de cuadro variada (por ejemplo porque los sensores de las cámaras disponen de varias resoluciones). Son ejemplos las resoluciones 6k y 8k.

### Submuestreo de color ("subsampling")
Artículo principal: Submuestreo de crominancia.

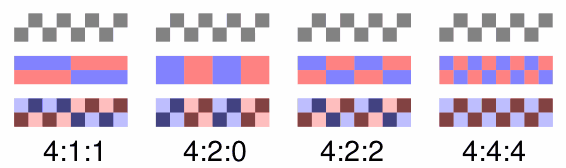
Ejemplo de como la actuación del submuestreo elimina información de la crominancia de un archivo.

Con la necesidad de comprimir una señal de vídeo (que en principio pesa mucho y contiene información de color redundante), es necesario su muestreo, pues se dispone de una anchura de banda limitada. Lo que se efectúa, con este objetivo, es una supresión de una gran parte de la información de la crominancia. Así, se hace prevalecer la información de la luminancia, a la cual el ojo humano es más sensible. Es importante que cada formato de vídeo señale su submuestreo, pues este supone un límite a tener en cuenta a la hora de tratar la información de color de los archivos, limitando por lo tanto el tratamiento de las imágenes en posproducción.
Suele representarse con una matriz del formato n:n:n (en el que la primera cifra hace referencia a la luminancia y las otras dos a la crominancia). Se usa como máximo el 4 (que indica nula compresión) y como mínimo el 0 (máxima compresión). En los flujos de trabajo de la composición digital, es usual una necesidad de trascodificar materiales: la calidad de la producción será mayor cuanto menos degradado esté el material.

### Formatos de archivo
En el ámbito profesional de la composición digital, los principales formatos sobre los que se trabaja son:
- DNG: para trabajar en archivos de extensión raw.
- OpenEXR: tanto en profundidad de 16 bits como de 32 bits, con coma flotante. Trabaja con espacios de colores lineales y permite la manipulación multicanal para cada archivo. Acostumbra a manejar tamaños de archivos grandes y permite varios tipos de compresión (tanto con cómo sin pérdidas: RLE, zip, PIZ, PXR24, B44, B44A, DWAA y DWAB). Permite rangos dinámicos de más de 30 pasos de exposición.
- DPX: nacido para almacenar archivos Cineon de Kodak, que se utilizaban para la digitalización de las películas de 35mm, se ha convertido en uno de los formatos estándar más comunes para el trabajo en vídeo digital. Se usa habitualmente con el objetivo de representar la densidad de cada canal de color de un negativo escaneado en una imagen "logarítmica" sin comprimir.

## Técnicas y procesos utilizados en composición digital
Las técnicas y procesos utilizadas de manera común en los flujos de trabajo (y que es previsible que vayan superándose rápidamente en una industria creciente y en desarrollo como es la de la composición digital) son:
- Canal Alfa: es un cuarto canal (que se suma a los RGB) que contiene información sobre la opacidad de cada píxel que contiene una imagen. Por lo tanto, no contiene información de color. En composición digital es clave en la mezcla de imágenes: se determinará en valores de 0 (transparente) y 1 (opaco), de forma que permitirá al compositor el juego con las semitransparencias de una imagen.
- Máscaras: con el uso del canal alfa, las máscaras permiten combinar imágenes con partes transparentes, opacas y semitransparentes.
- Clave de color (chroma key en inglés): consistente al separar una imagen de un fondo monocromático (a menudo verde o azul), se usa con el objetivo de conseguir una máscara para la composición de un plano, quedando en transparencia la gamma tonal deseada (el fondo) una vez finalizada la posproducción.
- Rotoscopia: proceso de enmascaramiento fotograma por fotograma, usado a menudo en situaciones en que no puede usarse el croma. Los avances en software han facilitado este trabajo con programas que permiten el seguimiento de objetos con significando fidelidad, a pesar de no conseguir una precisión absoluta.
- Seguimiento de objetos (tracking en inglés): seguimiento de un píxel o un conjunto de estos que permite calcular su movimiento a lo largo del tiempo. La información que aporta también permite determinar el movimiento de la cámara durante el rodaje. Puede usarse para estabilizar un plano, incorporar objetos digitales o sincronizar un matte painting con una imagen rodada. En composición digital, es fundamental para integrar efectos digitales, de forma que los objetos no parezcan ajenos al escenario.
- CGI: creación y modelado 3D de objetos, escenarios y personajes que no pueden filmarse en el mundo real, de forma poligonal. Serán relevantes la iluminación y la posición de la cámara desde donde se verá el elemento en cuestión. Por lo tanto se imita en cierto modo un set de rodaje completo; de hecho el objetivo será hacer parecer que el elemento en cuestión estaba en el set de rodaje real. Una vez renderizados los elementos, pasa a tenerse una reproducción en 2D del objeto 3D. Para poder seguir manipulando esta imagen, el motor de renderización genera varias capas con información diferente: reflejos especulares, color, refracción de los materiales, profundidad, iluminación penetrante, sombras y opacidad (canal alfa).

## Software de composición digital

### Software multicapa
Se basa en la distribución de los elementos en capas, de forma que cada elemento (o grupo de elementos) que entre en la composición constituya una capa. Estos tipos de programas suelen estructurarse en 3 partes: una línea de tiempo donde se distribuyen las capas, un visor desde donde puede previsualizarse la composición y los paneles de propiedades que permiten la modificación dele diferentes elementos. Es clave el orden de las capas, puesto que su situación (en altura) en la línea de tiempo se traducirá en una posición en el visor (en profundidad): cuanto más arriba esté en la línea de tiempo, más adelante estará en relación con los otros elementos.
Esta estructura permite el tratamiento de cada capa por separado (pudiéndose configurar aspectos como la forma, el color o la iluminación), así como la combinación y mezcla de elementos, para obtener complejas composiciones, con altas posibilidades creativas.

### Software por nodos
Igual que el software multicapa, el software por nodos dispone también de paneles de propiedades y de un visor para previsualizar la composición digital. La gran diferencia es que la línea de tiempo no está organizada en capas, sino en nodos: cada elemento y efecto aplicado constituirá un nodo. Así, se parte de la idea de componer basándose en un diagrama de árbol, en el que cada elemento va situándose con lógica piramidal. Cada nodo dispone de una o varias informaciones de entrada ("inputs") y de salida ("outputs"), de modo que mediante este procedimiento de entrada/salida va diseñándose un árbol distribuyendo los elementos. Así pues, se ordena la información de un modo muy visual y esquemático, similar al que podría ser un diagrama de flujo de trabajo. Actualmente, este tipo de software es lo más usado en la realización de efectos especiales en cine.

### Ejemplos de software de composición digital
- Adobe After Effects[7]
- Natron[8]
- Nuke[9]
- Fusion[10]
- Flame[11]
- Blender
- Autodesk Combustion

## Tipos
La clasificación realizada por Gerald Millerson  distingue tres tipos de composición:

### Por diseño
Es un tipo de composición en la que el diseñador o la diseñadora crea la composición de cero, de manera que puede añadir y colocar los objetos y elementos de la escena donde y como quiera. Ofrece libertad absoluta para la composición y consecuentemente, para la creatividad.

### Por disposición
Consiste en la colocación de elementos o actores delante de la cámara para obtener un significado u otro.

### Por selección
La escena está configurada de antemano y solo caben las opciones relacionadas con la colocación de la cámara.